# Liste der Länderspiele der katarischen Futsalnationalmannschaft der Frauen
Die nachfolgende Liste enthält alle Länderspiele der katarischen Futsalnationalmannschaft der Frauen, die der Fußballverband von Katar, die Qatar Football Association (QFA), im Jahr 2011 gegründet hat. Futsal ist die einzige von der FIFA anerkannte Variante des Hallenfußballs. Bisher wurden drei Länderspiele ausgetragen.

## Länderspielübersicht
Legende
- Erg. = Ergebnis
- n. V. = nach Verlängerung
- i. S. = im Sechsmeterschießen
- abg. = Spielabbruch
- H = Heimspiel
- A = Auswärtsspiel
- * = Spiel auf neutralem Platz
- Hintergrundfarbe grün = Sieg
- Hintergrundfarbe gelb = Unentschieden
- Hintergrundfarbe rot = Niederlage

| Nr.                    | Datum      | Erg. | Gegner    |   | Austragungsort                                    | Anlass                        | Bemerkungen |
| ---------------------- | ---------- | ---- | --------- | - | ------------------------------------------------- | ----------------------------- | --- |
| 1                      | 04.04.2012 | 0:20 | Jordanien | * | Madinat Isa (BHR), Sheikh Khalifa Sports City Gym | WAFF Futsal Championship 2012 | Erstes Spiel auf neutralem Platz Erste Niederlage Erste Niederlage auf neutralem Platz Höchste Niederlage Höchste Niederlage auf neutralem Platz Erstes Länderspiel gegen Jordanien |
| 2                      | 06.04.2012 | 0:9  | Palästina | * | Madinat Isa (BHR), Sheikh Khalifa Sports City Gym | WAFF Futsal Championship 2012 | Erstes Länderspiel gegen Palästina |
| 3                      | 08.04.2012 | 0:19 | Libanon   | * | Madinat Isa (BHR), Sheikh Khalifa Sports City Gym | WAFF Futsal Championship 2012 | Erstes Länderspiel gegen den Libanon |
| Stand: 24. August 2018 |            |      |           |   |                                                   |                               | |

## Statistik
In der Statistik werden nur die offiziellen Länderspiele berücksichtigt.
Legende
- Sp. = Spiele
- Sg. = Siege
- Uts. = Unentschieden
- Ndl. = Niederlagen
- Hintergrundfarbe grün = positive Bilanz
- Hintergrundfarbe gelb = ausgeglichene Bilanz
- Hintergrundfarbe rot = negative Bilanz

### Gegner
| Land      | Kontinentalverband | Sp. | Sg. | Uts. | Ndl. | Torverhältnis |
| --------- | ------------------ | --- | --- | ---- | ---- | ------------- |
| Jordanien | AFC                | 1   | 0   | 0    | 1    | 00:20         |
| Libanon   | AFC                | 1   | 0   | 0    | 1    | 00:19         |
| Palästina | AFC                | 1   | 0   | 0    | 1    | 0:9           |
| Gesamt    | Gesamt             | 3   | 0   | 0    | 3    | 00:48         |

### Kontinentalverbände
| Kontinentalverband                 | Sp. | Sg. | Uts. | Ndl. | Torverhältnis |
| ---------------------------------- | --- | --- | ---- | ---- | ------------- |
| AFC (Asien)                        | 3   | 0   | 0    | 3    | 00:48         |
| CAF (Afrika)                       | 0   | 0   | 0    | 0    | 0:0           |
| CONCACAF (Nord- und Mittelamerika) | 0   | 0   | 0    | 0    | 0:0           |
| CONMEBOL (Südamerika)              | 0   | 0   | 0    | 0    | 0:0           |
| OFC (Ozeanien)                     | 0   | 0   | 0    | 0    | 0:0           |
| UEFA (Europa)                      | 0   | 0   | 0    | 0    | 0:0           |
| Gesamt                             | 3   | 0   | 0    | 3    | 00:48         |

### Anlässe
| Anlass                          | Sp. | Sg. | Uts. | Ndl. | Torverhältnis |
| ------------------------------- | --- | --- | ---- | ---- | ------------- |
| WAFF Futsal Championship-Spiele | 3   | 0   | 0    | 3    | 00:48         |
| Freundschaftsspiele             | 0   | 0   | 0    | 0    | 0:0           |
| Gesamt                          | 3   | 0   | 0    | 3    | 00:48         |

### Spielarten
| Spielart                       | Sp. | Sg. | Uts. | Ndl. | Torverhältnis |
| ------------------------------ | --- | --- | ---- | ---- | ------------- |
| Heimspiele (H)                 | 0   | 0   | 0    | 0    | 0:0           |
| Spiele auf neutralem Platz (*) | 3   | 0   | 0    | 3    | 00:48         |
| Auswärtsspiele (A)             | 0   | 0   | 0    | 0    | 0:0           |
| Gesamt                         | 3   | 0   | 0    | 3    | 00:48         |

### Austragungsorte
| Austragungsort | Land    | Sp. | Sg. | Uts. | Ndl. | Torverhältnis |
| -------------- | ------- | --- | --- | ---- | ---- | ------------- |
| Madinat Isa    | Bahrain | 3   | 0   | 0    | 3    | 00:48         |
| Gesamt         | Gesamt  | 3   | 0   | 0    | 3    | 00:48         |

### Spielergebnisse
|      | Gegentore | Gegentore | Gegentore | Gegentore | Gegentore | Gegentore | Gegentore | Gegentore | Gegentore | Gegentore | Gegentore | Gegentore | Gegentore | Gegentore | Gegentore | Gegentore | Gegentore | Gegentore | Gegentore | Gegentore | Gegentore |
| Tore | 0         | 1         | 2         | 3         | 4         | 5         | 6         | 7         | 8         | 9         | 10        | 11        | 12        | 13        | 14        | 15        | 16        | 17        | 18        | 19        | 20        |
| ---- | --------- | --------- | --------- | --------- | --------- | --------- | --------- | --------- | --------- | --------- | --------- | --------- | --------- | --------- | --------- | --------- | --------- | --------- | --------- | --------- | --------- |
| 0    | -         | -         | -         | -         | -         | -         | -         | -         | -         | 1         | -         | -         | -         | -         | -         | -         | -         | -         | -         | 1         | 1         |